# Abraham Grünbaum
Abraham Grünbaum (geboren 1930 in Tomaszów, Polen; gestorben am 7. Juni 2001 in Zürich) war ein israelischer Rabbiner und Leiter einer orthodoxen Jeschiwa in Israel. Er war ein Überlebender der Schoa. Sein gewaltsamer Tod in Zürich blieb unaufgeklärt.

## Leben
Abraham Grünbaum überlebte die Schoa mit zweien seiner Brüder in einem Arbeitslager in Sibirien. Seine Eltern wurden in Polen ermordet. Nach einem Augenzeugenbericht war er nach dem Zweiten Weltkrieg in einem Lager für Displaced Persons in Zeilsheim bei Frankfurt interniert, wo er anfing, den Talmud zu studieren. Dem Ruf eines Rabbiners folgend wanderte er 1952 über Frankreich nach Israel ein. In Bnei Brak studierte er an der Ponivez-Jeschiwa, einer berühmten orthodoxen Talmudschule.
In Bnei Brak, einem Vorort von Tel Aviv, gründete er 1974 die Talmudschule Kollel Mordechai für Erwachsene, die er bis zu seinem Tod leitete und an der heute über 1000 Schüler eingeschrieben sind. Er flog mehrmals im Jahr nach Paris, Brüssel, Antwerpen oder Zürich, um für den Erhalt der Schule Geld zu sammeln. Religiöse Juden spendeten für seine Schule, für bedürftige Familien und den Bau neuer Betstuben.

## Gewaltsamer Tod
Bei einem Besuch in der Schweiz wurde Grünbaum am 7. Juni 2001 im Stadtteil Aussersihl in Zürich auf der Weberstrasse am Hallwylplatz gegen 22 Uhr auf dem Weg zum Abendgebet in der Synagoge der Gemeinde „Agudas Achim“ in Wiedikon mit zwei Schüssen aus nächster Nähe von einem Unbekannten niedergestreckt. Er starb trotz ärztlicher Hilfe 30 Minuten später. Täter und Tatgründe konnten bis heute nicht ermittelt werden. Der Rabbiner war als solcher erkennbar, ein Raubmord wurde ausgeschlossen, da Grünbaum noch über 1000 Schweizer Franken und ein Flugticket bei sich trug.
Sein Sohn Jakob Grünbaum ließ ihn nach Israel überführen und in Bnei Brak bestatten.

## Rezeption
Die unaufgeklärte Tat wurde in den Schweizer Medien immer wieder thematisiert, so auch in der Serie Ungelöste Kriminalfälle des Schweizer Fernsehens von 2006. Nach Medienberichten und einer Anfrage im Deutschen Bundestag im Dezember 2017 stand der Verdacht im Raum, dass der Nationalsozialistische Untergrund (NSU) für die Tat verantwortlich sein könnte.  Ein antisemitischer Hintergrund der Tat wird laut Olaf Sundermeyer vermutet. Die Süddeutsche Zeitung schrieb nach Informationen von Presseagenturen: „Die schwerwiegendste antisemitische Gewalttat der Nachkriegszeit in der Schweiz war die Ermordung des 70-jährigen israelischen Rabbiners Abraham Grünbaum“.

## Gedenken
Am 7. Juni 2021 fand am Ort des Verbrechens, dem Hallwylplatz in Zürich, eine Gedenkfeier für Rabbi Grünbaum statt, die von Miklós Klaus Rózsa organisiert wurde. Eine Ansprache hielten unter anderem der Stadtrat Richard Wolff, der Regierungsrat Mario Fehr und der Rabbiner Noam Hertig von der ICZ.

## Dokumentation
- Christa Ulli: Ungelöste Kriminalfälle. Folge 6: Der Rabbinermord von Zürich, Video in: SRF 1, 35 Minuten, teilweise Schweizerdeutsch. Erstausstrahlung 7. August 2006
- Daniel Glaus, Christian Schürer: Verdacht Judenhass – Der Fall Grünbaum (Staffel 2024, Folge 3). Video in SRF 1, 13 Minuten, teilweise Schweizerdeutsch. 8. Februar 2024 (YouTube)